# Dellwig-Holte
Dellwig-Holte war eine Gemeinde im westfälischen Kreis, ab 1875 Landkreis Dortmund. Heute gehören die Ortsteile Dellwig und Holte-Kreta zum Stadtbezirk Lütgendortmund der kreisfreien Großstadt Dortmund.

## Geographie

### Lage
Die Gemeinde Dellwig-Holte lag im Westen, ab dem 1. April 1885, dem Tag der Ausgliederung des Kreises Hörde, im Südwesten des Landkreises Dortmund.

### Nachbargemeinden
Nachbargemeinden waren von Nordwesten im Uhrzeigersinn Bövinghausen bei Lütgendortmund, Westrich, Kirchlinde, Marten und Lütgendortmund im Kreis/Landkreis Dortmund sowie Somborn, Langendreer, Werne und Gerthe im Kreis/Landkreis Bochum.

## Geschichte
Die Gemeinde Dellwig-Holte war bis zu ihrer Eingemeindung nach Lütgendortmund, die am 1. April 1907 wirksam wurde, eine selbständige Gemeinde im Amt Lütgendortmund. Am 1. April 1928 wurde Lütgendortmund nach Dortmund eingemeindet.
Zur Gemeinde gehörten die Häuser Dellwig und Holte sowie die umliegenden Bauernhöfe. Seit den 1870er Jahren wurde auch die Siedlungskolonie Deipenbeck als Teil der Gemeinde gelistet.

## Häuser Dellwig und Holte
Die Häuser Dellwig und Holte sind eng mit der Gemeinde verbunden. Beide Güter kaufte Carl Theodor von Rump zu Crange im Jahr 1816. Gegen Ende des 19. Jahrhunderts kamen die Güter in den Besitz des Grafen von Landsberg-Velen. Im Jahr 1904, also drei Jahre vor der Eingemeindung, wurden Dellwig und Holte an die Gelsenkirchener Bergwerks-AG verkauft.

## Einwohnerentwicklung
| Jahr | Einwohner | Quelle |
| ---- | --------- | ------ |
| 1839 | 092       | [ 4 ]  |
| 1859 | 103       | [ 5 ]  |
| 1871 | 210       | [ 2 ]  |
| 1885 | 279       | [ 6 ]  |
| 1895 | 803       | [ 7 ]  |